# Guanlingsaurus
Guanlingsaurus es un género extinto de ictiosaurio shastasáurido que vivió durante el Triásico Superior en China. Crecía hasta unos 10 metros de longitud y poseía un amplio cráneo triangular con un hocico corto y desdentado. Solo se conoce una especie, Guanlingsaurus liangae, que fue hallada en estratos del Carniense en la Formación Falang en el condado de Guanling, el cual se ubica en la provincia de Guizhou. El género y especie fueron nombrados en 2000 basándose en un esqueleto adulto incompleto. Esqueletos más completos fueron descritos en 2011, y un esqueleto completo perteneciente a un juvenil fue descrito en 2013. En 2011 Guanlingsaurus liangae fue reasignado al género Shastasaurus, el cual incluye dos especies de Norteamérica que son conocidas de fósiles más completos que los de Guanlingsaurus. Sin embargo, la descripción del espécimen juvenil en 2013 reveló varias características que distinguen a G. liangae de las especies de Shastasaurus, y su nombre de género fue por tanto restablecido.

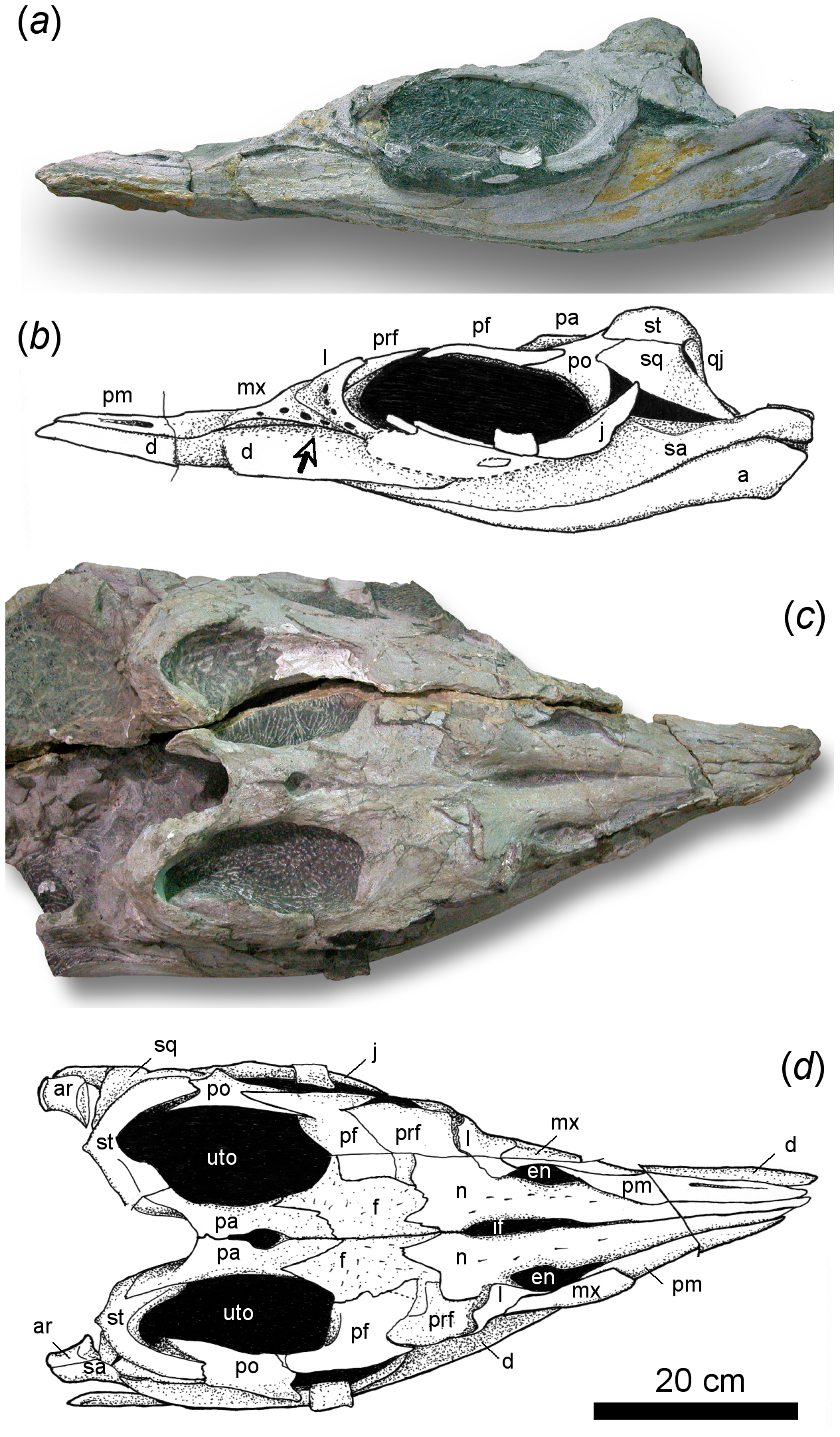
Cráneo del espécimen YGMIR SPCV03107